# Vinícius de Freitas Ribeiro
Vinícius Freitas (Río de Janeiro, Brasil, 7 de marzo de 1993) es un futbolista brasilero que juega de defensor. Actualmente integra el plantel del Botafogo Ribeirão Preto, de la Serie B Brasil.

## Selección
Ha sido internacional con la Selección Sub-22 en 2 ocasiones.

## Clubes
| Club                    | País   | Año         | PJ | Goles |
| ----------------------- | ------ | ----------- | -- | ----- |
| Cruzeiro "B"            | Brasil | 2013        |    |       |
| S.S. Lazio              | Italia | 2013 - 2014 | 0  | 0     |
| Padova Calcio (Cedido)  | Italia | 2014        | 10 | 1     |
| S.S. Lazio              | Italia | 2015        | 0  | 0     |
| Perugia calcio (Cedido) | Italia | 2015        | 14 | 0     |
| Zürich FC (Cedido)      | Suiza  | 2016        | 20 | 0     |
| S.S. Lazio              | Italia | 2016        | 0  | 0     |
| AEK Atenas              | Grecia | 2017        | 10 | 1     |
| Chapecoense             | Brasil | 2018        | 2  |       |
| Chapecoense             | Brasil | 2019        | 3  |       |
| Botafogo SP             | Brasil |             | 6  | 2     |